# THE BLUE
『THE BLUE』（ザ・ブルー）は、a flood of circle初のベスト・アルバム。

## 概要
- バンド結成10周年のアニバーサリーにリリースされた初のベスト・アルバム。
- 初回限定盤通常盤共通のCDにはオールタイム・ベスト17曲が収録されている。初回限定盤には、このアルバムのために制作された新曲「青く塗れ」と、3曲をリレコーディングしたDisc2、裏ベスト的な曲をチョイスし、佐々木亮介（ヴォーカル&ギター）の弾き語りヴァージョンとして、中島みゆきの「ファイト！」のカヴァーを含む11曲を収録したDisc3が同包されている[1]。
- ジャケットには、収録された楽曲のモチーフが青く塗られて登場している。アート・ディレクションはCentral'67。
- 1曲目の「花」と最後の「ブラックバード」以外は時系列に並べられている。
- Disc2には「プシケ」が初めてスタジオレコーディング・ヴァージョンで収録[2]。
- Disc3の弾き語りは、ウェス・アンダーソンの映画『ライフ・アクアティック』に出演しているセウ・ジョルジの音に影響されている[2]。

## 収録曲

### DISC1
1. 花 - 4:54
2. シーガル - 3:20
3. Buffalo Dance - 3:37
4. 博士の異常な愛情 - 3:39
5. Human License - 4:14
6. I LOVE YOU - 4:11
7. Blood Red Shoes - 4:10
8. The Beautiful Monkeys - 2:51
9. 理由なき反抗 (The Rebel Age) - 3:49
10. Dancing Zombiez - 3:15
11. I'M FREE - 2:49
12. 月面のプール - 5:20
13. KIDS - 3:55
14. GO - 3:17
15. Golden Time - 4:15
16. ベストライド - 4:21
17. ブラックバード - 4:19

### DISC2
1. 青く塗れ - 3:02
2. Miss X Day - 3:29
3. プシケ - 3:39
4. God Chinese Father - 3:22

### DISC3
1. 象のブルース - 4:55
2. SWIMMING SONG - 4:34
3. ノック - 4:40
4. 月に吠える - 4:48
5. コインランドリー・ブルース - 6:03
6. YU-REI Song - 1:58
7. The Cat Is Hard-Boiled - 3:25
8. オーロラソング - 2:41
9. ホットチョコレート - 3:36
10. 花 - 5:52
11. ファイト - 6:40